# Cisto do ducto salivar
O cisto do ducto salivar é uma cavidade delimitada por epitélio que surge a partir do tecido da glândula salivar. Ao contrário das mucoceles comuns, é um cisto de desenvolvimento verdadeiro delimitado por epitélio que é separado dos ductos salivares normais adjacentes. A causa deste cisto é incerta.
Também pode ocorrer a dilatação dos ductos salivares semelhantes a um cisto secundariamente a uma obstrução ductal (p. ex., tampão de mucina), que cria uma pressão intraluminal aumentada. Embora alguns autores relatem estas lesões como cistos de retenção mucosos, elas provavelmente representam ectasias ductais e não cistos verdadeiros.